# Juventud Peronista de la República Argentina
La Juventud Peronista de la República Argentina (JPRA) fue una agrupación juvenil del Partido Justicialista de la Argentina, creada en 1973 y desaparecida luego del golpe de Estado del 24 de marzo de 1976. Inspirada en el pensamiento falangista del español José Primo de Rivera, adoptó una línea política fuertemente anticomunista, con el fin de denunciar y perseguir lo que denominaba "la infiltración marxista" dentro del peronismo. Fundada a instancias del entonces ministro de Bienestar Social José López Rega —miembro de la logia anticomunista italiana Propaganda Due—, representada por Julio José Yessi —quien fuera miembro de la organización  Triple A— y liderada efectivamente por Juan Alfredo Mucaccia, con el cargo de secretario general de la agrupación y Gabriel Ángel Cigna, secretario general en la Provincia de Buenos Aires. La JPRA fue conocida despectivamente como "Jotaperra".

## Historia
La Juventud Peronista de la República Argentina (JPRA) fue una agrupación juvenil del Partido Justicialista de la Argentina, creada en 1973 y desaparecida luego del golpe de Estado del 24 de marzo de 1976. 
Fue fundada a instancias del entonces ministro de Bienestar Social José López Rega —miembro de la logia anticomunista italiana Propaganda Due—, quien designó a Julio José Yessi, un hombre de su entorno y miembro de la organización terrorista Triple A, como representante de la misma, pero fue liderada efectivamente por Juan Alfredo Mucaccia, con el cargo de secretario general de la agrupación y Gabriel Ángel Cigna, como secretario general en la Provincia de Buenos Aires. Como fundadores también figuraron Norma Kennedy, Alejandro Giovenco y Felipe Romeo. Este último fue un poco después director de la revista El Caudillo. La JPRA fue creada con el fin de desplazar dentro del Partido Justicialista a la Juventud Peronista Regionales, principal "frente de masas" de la organización guerrillera Montoneros. La JPRA, llamada despectivamente "Jotaperra", adoptó una postura política fuertemente anticomunista y de oposición frontal y persecución a Montoneros y la Tendencia Revolucionaria del peronismo, acusándolos de constituir una "infiltración marxista" en el peronismo. Sus líderes Yessi y Romeo fueron condenados por pertenecer a la organización terrorista Triple A.